# Guillermo Cerrato Chamizo
Guillermo Cerrato Chamizo (Puebla de Alcocer, 13 de diciembre de 1945) es un monje franciscano de la Orden de Frailes Menores, guardián del Real Monasterio de Santa María de Guadalupe (Cáceres, España) desde 2018, tras haberlo sido en otra ocasión durante nueve años, entre 2001 y 2010.

## Biografía
Cerrato nació en Puebla de Alcocer en 1945. Su padre, que trabajaba como herrero, falleció pronto, por lo que fue su madre la que tuvo que sacar adelante a los cuatro hijos del matrimonio.
Cerrato comenzó el seminario franciscano en Fuente del Maestre cuando tenía diez años de edad. Posteriormente completó su formación en Lucena y en Sevilla. Tomó el hábito franciscano el 2 de agosto de 1963 y fue ordenado sacerdote el 21 de marzo de 1970 en la Iglesia conventual San Buenaventura (Sevilla). Además de realizar los estudios eclesiásticos, es licenciado en Ciencias de la Educación por la UNED.
Ejerció como párroco durante un tiempo en Belalcázar (Córdoba). Entre los años 1980 y 1983 formó, junto con otros dos hermanos franciscanos, una pequeña fraternidad en La Algaba (Sevilla). En 1984, en el Colegio de San Antonio de Padua de Cáceres, puso en marcha la fraternidad franciscana de pastoral juvenil y vocacional. Posteriormente y durante cinco años fue maestro de novicios en el convento de la Purísima Concepción de El Palancar, en Pedroso de Acim (Cáceres).En 1992, la comunidad franciscana de la provincia Bética (hoy incluida en la provincia de la Inmaculada Concepción) lo eligió ministro provincial, responsabilidad que detentó hasta el año 2001. Durante su etapa como ministro provincial promovió la construcción del nuevo edificio del Colegio San Antonio de Padua en Cáceres y la inauguración del convento de San Francisco de Asís en Mérida, creado en 1995 y que comenzó a funcionar en 1996 (posteriormente fue suprimido al reestructurarse la nueva provincia franciscana de la Inmaculada Concepción).
Desempeñó el puesto de guardián del monasterio durante una década a principios del siglo XXI. En 2010 le fue concedida la Medalla de Extremadura, «por su destacada trayectoria dentro de la Orden Franciscana y por el encomiable empeño y cuidado que ha demostrado para que el Real Monasterio de Santa María de Guadalupe se mantenga como foco religioso, cultural y artístico de Extremadura». Ese mismo año se marchó porque ya cumplía el mandato máximo. En 2011 fue nombrado Hijo Predilecto de Puebla de Alcocer.
Tras dejar el cargo de guardián del monasterio inició una nueva labor pastoral al convertirse en párroco de Espartinas y Umbrete (Sevilla) entre 2010 y 2015. Posteriormente, entre 2015 y 2018, se dedicó a la formación de novicios en el monasterio de Santo Espíritu del Monte (Gilet, Valencia). En 2018 le pidieron desde Guadalupe que volviera, y el 30 de agosto de dicho año regresó para ocupar el cargo de guardián del monasterio.

## Obras
- Cerrato Chamizo, Guillermo (1994). «Carlos V y San Pedro de Alcántara: la dimensión espiritual». Correspondance: Revista hispano-belga (1): 149-155. ISSN 1130-8664. Consultado el 22 de septiembre de 2024.
- ― «Santuarios de Guadalupe en América», en Guadalupe,716 (1992).
- ― «De Monasterio en ruinas a Patrimonio de la Humanidad, en Guadalupe, 726-727 (1994).
- ― «María, fuente de luz y de vida», en Guadalupe, 729-730 (1994).
- ― «Haced lo que él os diga», en Guadalupe, 734-735 (1995).
- ― «Homenaje a bibliófilos campanarienses: Fray Sebastián García, O.F.M.», en Actas Primeras Jornadas Bibliográficas Bartolomé J. Gallardo. Villanueva de la Serena, 1995.
- ― «Santa María de Guadalupe, Madre y Casa de Extremeñidad», en Guadalupe, (1996).
- ― «La Virgen María, Madre y Medianera de la Gracia», en Guadalupe, 758-759 (1999).
- ― «Guadalupe, Santuario de María, recuerdo y testimonio de la vida de Cristo», en Guadalupe, 763-764 (2000).
- ― «Expresión de fe y lugar de evangelización», en Guadalupe, 771 (2001).
- ― «Guadalupe, nuestra fiesta, Año 2001», en Guadalupe, 771 (2001).
- ― «Presentación» en El Coro de Guadalupe: Historia y Arte. Sevilla, 2002.